# Cykelställ

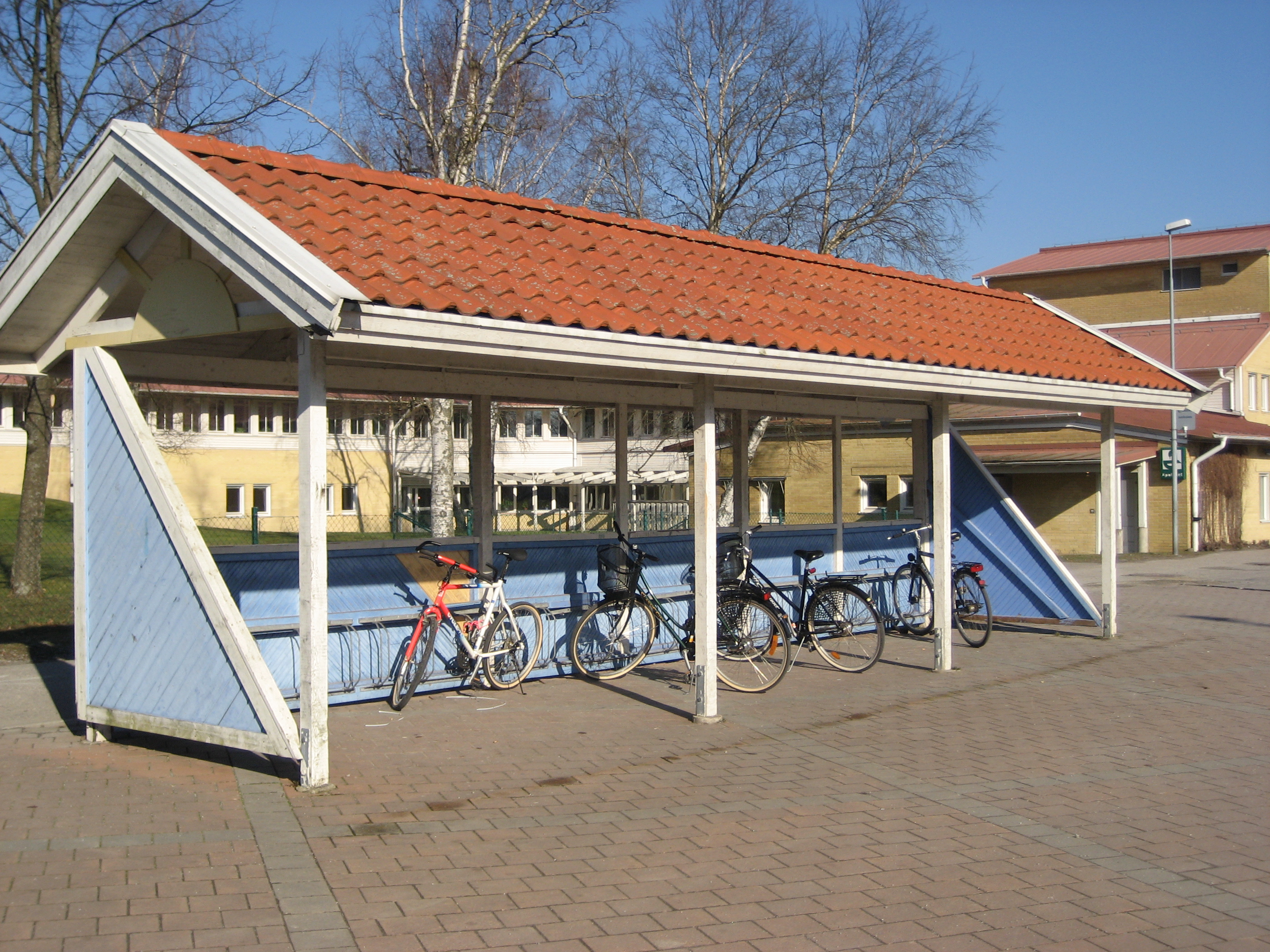
Ett cykelställ av modell "framhjulsställ" under tak.

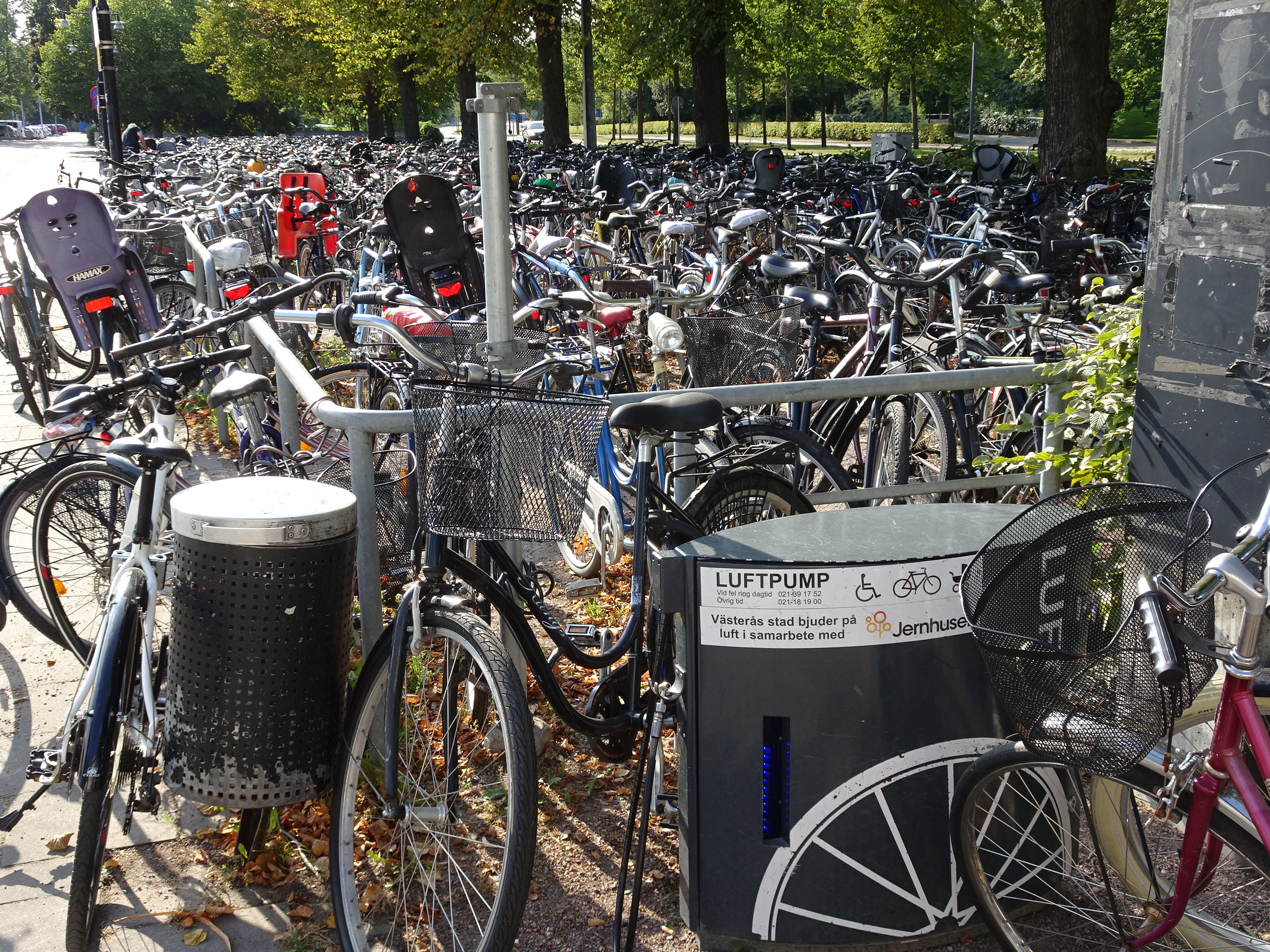
Cykelparkering med luftpump i Västerås.

Cykelställ är en ställning avsedd för parkering av cyklar. Cykelställ kan vara utformade på flera olika sätt.

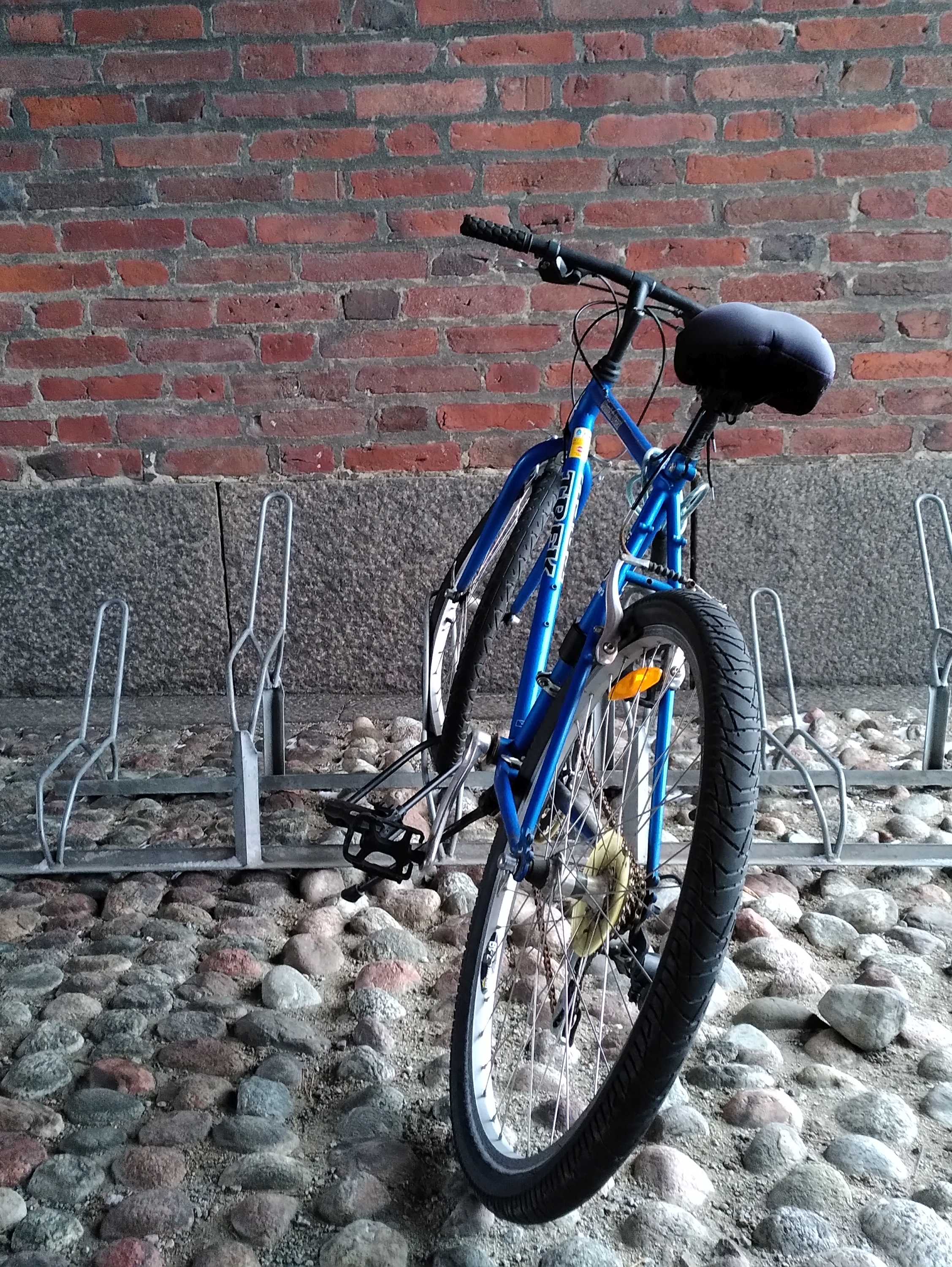
Framhjulsställ med cykel som skadades genom cykelstället

Vid utomhusparkeringar i tätorter bör cyklisten kunna låsa fast cykelns ram i stället för att minska stöldrisken. Framhjulsställ bör, eftersom dessa har dålig stöldsäkerhet, endast användas om det är nödvändigt på grund av platsbrist och endast på väl synliga platser där många människor rör sig.
I cykelstället är det även tillåtet att ställa moped klass II, dock inte  moped klass I (EU-mopeder).